# مجلس (روزنامه)
روزنامه مجلس نخستین روزنامه پارلمانی ایران بود که در تاریخ ۳ آذر ۱۲۸۵ هجری خورشیدی (۸ شوال ۱۳۲۴) یعنی پنجاه روز بعد از تأسیس مجلس شورای ملی و بین سال‌های ۱۹۰۶م. تا ۱۹۰۸م. در تهران منتشر می‌شد. در مجموع ۳۲۵ شماره (بعدها در یک جلد) چاپ شد. هر شماره شامل هشت صفحه، چاپ سربی انتشار می‌یافت و به‌صورت رایگان توزیع می‌شد. و علاوه بر درج اخبار خارجی و داخلی ایران، تمامی مذاکرات انجام شده در مجلس شورای ملی را منعکس می‌کرد، و در هر هفته ۴ شماره از این روزنامه منتشر می‌شد. قیمت هر شماره آن یک شاهی بود.
مجلس به عنوان مجله جنبش مشروطه ایران و سخنگوی مجلس شورای ملی در نظر گرفته می‌شد. این مجله مذاکرات مجلس و نتایج آنها را به‌طور مستقیم و بدون هیچ ویرایشی برای عموم منتشر می‌کرد. امتیاز روزنامه به موجب فرمان مظفرالدین‌شاه به عهده میرزا محسن مجتهد (برادر صدرالعلما) بود، ادیب‌الممالک فراهانی سردبیری روزنامه را برعهده داشت و مدیریت آن بر عهده سید محمدصادق حسینی طباطبائی بود.
این مجله اطلاعات زیادی در مورد بعد روستایی انقلاب مشروطه، اوضاع اقتصادی - اجتماعی کشور در آن زمان و همچنین اعتصابات و اعتراضات مختلف درسراسر کشور ارائه می‌داد. نامه‌ها به سردبیر این مجله منعکس کننده اختلافات عمده میان روشنفکران، محافظه کاران و دهقانان پیرامون موضوعات مختلف سیاسی بود. در طول دوره انتشار، این مجله هرگز مشمول سانسور دولتی نشد.